# توماس فليتشر
توماس فليتشر (بالإنجليزية: Thomas Fletcher)‏ (1878 في المملكة المتحدة - ) هو لاعب كرة قدم بريطاني (وحمل سابقاً جنسية المملكة المتحدة لبريطانيا العظمى وأيرلندا) في مركز مهاجم داخلي. لعب مع برمنغهام سيتي وWillenhall F.C. ‏.